# ティム・ヒリセン
ティム・ヒリセン（Tim Gilissen、1982年6月4日- ）は、オランダ・エンスヘデ出身のサッカー選手。ポジションはMF。
FCトゥウェンテの下部組織で育った。